# Pacto de la Cruz
El Pacto de la Cruz fue un acuerdo signado el 18 de septiembre de 1897 en Uruguay entre el del Partido Colorado, presidido por Juan Lindolfo Cuestas, y la dirección del Partido Nacional, por el que se puso fin a la revolución de 1897 liderada por el caudillo blanco Aparicio Saravia. 

## Historia
Apenas sucedió en la Presidencia a Juan Idiarte Borda, asesinado el 25 de agosto de 1897, Cuestas abrió negociaciones con la dirección revolucionaria y se llegó rápidamente a un acuerdo. Los negociadores en representación del gobierno fueron; Pedro Echegaray, y del lado blanco Juan José de Herrera y otros miembros de la Junta de Guerra. El documento concluyó en Montevideo, donde se registraron multitudinarias expresiones de júbilo, el acuerdo tuvo como firmantes a, Eduardo Mac Eachen, Juan Campisteguy, Luis Eduardo Pérez, Mariano Ferreira y Jacobo Varela (representantes del Poder Ejecutivo), Juan José de Herrera, Eustaquio Tomé, Carlos Berro y Aureliano Rodríguez Larreta (representantes del Partido Nacional). Por supuesto, hubo que contar con la aquiescencia de Aparicio Saravia. La Asamblea General aprobó el documento el 19 de septiembre, con el único voto contrario del expresidente Julio Herrera y Obes ("hacen la paz porque no han sabido hacer la guerra", dijo).

## Contenido del Pacto
El pacto establecía: 

- Art. 1° — El Partido Nacional renuncia a la lucha armada y en consecuencia el ejército revolucionario se pondrá a las órdenes del presidente del Senado en ejercicio del Poder Ejecutivo de la República, quien dispondrá su licenciamiento y el de las fuerzas levantadas por el gobierno para la guerra, tan pronto como tomen posesión de sus respectivos cargos los nuevos jefes políticos que el Poder Ejecutivo ha resuelto nombrar.El licenciamiento, previo desarme, donde el Poder Ejecutivo determine, se efectuará en los departamentos a que respectivamente pertenezcan las fuerzas licenciadas,
- Art. 2° — El Poder Ejecutivo, en su carácter de poder colegislador, prestigiará y sostendrá ante el Cuerpo Legislativo la reforma electoral a cuya sanción se ha comprometido ante el país la mayoría de los miembros de dicho poder, en el manifiesto del 4 del pasado agosto, siendo entendido que se incorporarán a la Legislación vigente las modificaciones ya aprobadas por el Honorable Senado y los proyectos presentados a la Cámara de Diputados sobre representación de las minorías por el sistema del voto incompleto, en las elecciones de juntas electorales, de juntas económico-administrativas y de representantes del pueblo. Esta cláusula, por la garantía institucional de futuro que importa para el país, es la base fundamental y esencial de esta negociación, y el Poder Ejecutivo contrae el compromiso de incluir esta reforma en las actuales sesiones extraordinarias y gestionar su aprobación.
- Art. 3° — El Poder Ejecutivo, en el libre uso de sus facultades constitucionales, declara que el nombramiento de los jefes políticos a que procederá una vez aprobado este pacto, recaerá en ciudadanos que por su significación y demás cualidades personales, ofrezcan a todos las más serias y eficaces garantías.
- Art. 4º — El Poder Ejecutivo declara que por el hecho de la cesación de la guerra civil, todos los orientales quedan en la plenitud de sus derechos civiles y políticos, cualesquiera que hayan sido sus actos políticos y opiniones anteriores,Como consecuencia de esta declaración se mandará sobreseer en toda causa política o militar procedente de la lucha actual, ordenándose que nadie pueda ser procesado ni perseguido por actos u opiniones políticas anteriores al día de la pacificación.
- Art. 5º — Los jefes y oficiales de línea que por motivos políticos hayan sido dados de baja, quedan repuestos en sus grados en virtud de este convenio, con opción a la liquidación de sus haberes, contados desde el día en que fueron separados del ejército, y esta concesión será extensiva a las viudas e hijos de los que hubieren fallecido.
- Art. 6º — El gobierno acuerda la suma de doscientos mil pesos que se llevará a cuenta de gastos de pacificación, depositándola en el Banco de la República, en donde estará a disposición de una comisión especial nombrada por los señores Saravia y Lamas, jefes de la revolución.
- Art. 7° — El Presidente del Senado, en ejercicio del Poder Ejecutivo, ratifica el compromiso que espontáneamente ha contraído de adoptar además de las medidas ordinarias, todas las otras que las circunstancias puedan reclamar para desempeñar eficazmente el deber de garantir con perfecta igualdad a todos los orientales, sin excepción alguna, en el libre ejercicio práctico de todos sus derechos".

Por una cláusula verbal de carácter reservado, el Poder Ejecutivo se comprometió a proveer las jefaturas políticas de Cerro Largo, Treinta y Tres, Rivera, Maldonado, Flores y San José, con ciudadanos nacionalistas.
Si bien esta cláusula reservada no inauguró la llamada política de "coparticipación", que el país ya conocía desde la Paz de abril de 1872, le dio un contenido distinto, más conflictivo, y encerraba en germen la inevitabilidad de una nueva guerra civil.
- Datos: Q6057077